# LinkMichel

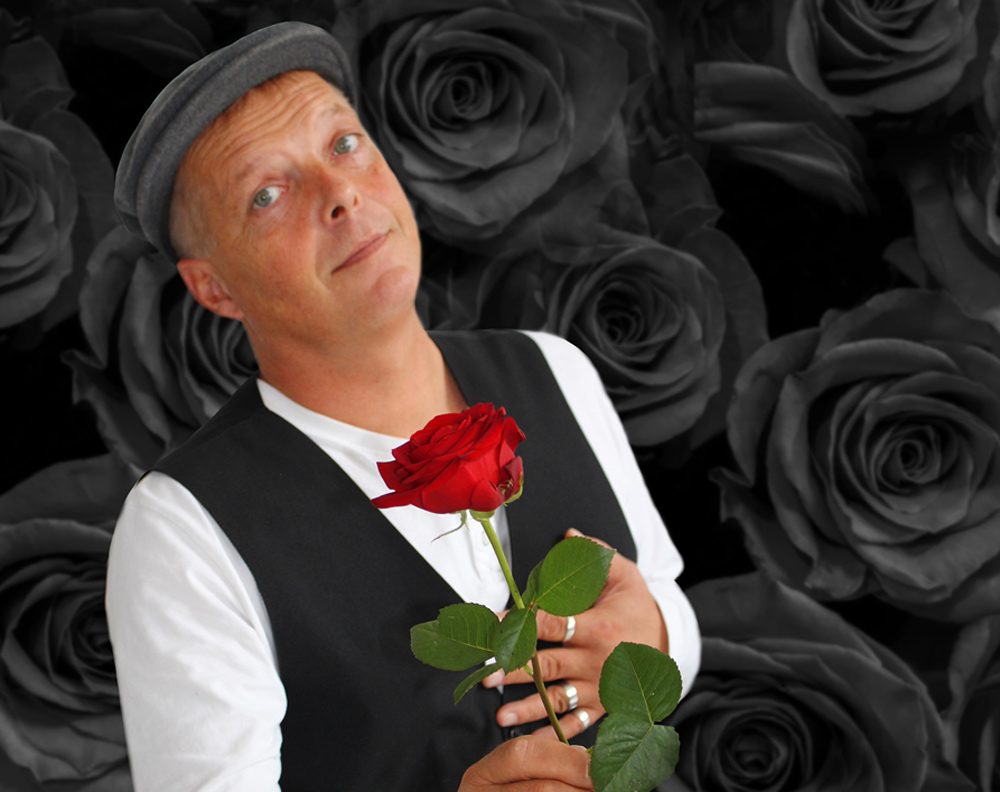
LinkMichel wirbt für das Programm Charmeoffensive (2018/19)

Michael Klink (* 25. August 1968 in Nürtingen) ist ein deutscher Comedian und schwäbelnder Mundartkünstler.

## Werdegang
Michael Klink wuchs in Neuffen auf. Am Albert Schäffle Gymnasium in Nürtingen machte er das Abitur und studierte zunächst in Schwäbisch Gmünd auf Lehramt und dann an der Eberhards Karls Universität in Tübingen Germanistik und Geschichte. Nach ersten Bühnenerfahrungen 1997 trat er nebenberuflich auf. Aus dem Hobby macht er 2002 einen Beruf. Unter dem Künstlernamen Linkmichel, die schwäbische Schwertgosch tritt Michael Klink als Comedian und Kabarettist überwiegend in Baden-Württemberg und Bayern auf. Nebenbei unterstützt er Schüler bei Projektarbeiten zu den Themen Kabarett, Comedy und Vortragskunst.

## Auftritte
Der LinkMichel tritt im Ländle und angrenzenden Gebieten auf, da er in schwäbischer Mundart überwiegend diese Menschen karikiert. Überspitzt, im Kern jedoch immer zutreffend, nimmt LinkMichel das allgegenwärtige „Menschelnde“ aufs Korn, ohne dabei vor seinen eigenen Unzulänglichkeiten Halt zu machen. Ideen für seine Programme findet LinkMichel als Vater von drei Töchtern und als Haustierhalter im unmittelbaren Umfeld seiner Familie und auf der Schwäbischen Alb. Mit dem Programm „AllGemeinheiten“ ging er im Jahr 2000 auf Tournee. Seither stellt er jedes Jahr ein neues Programm zusammen. Im Programm 2018 „Charmeoffensive“ beschreibt er die Partnersuche eines frisch getrennten fünfzigjährigen Mannes.
Der LinkMichel hatte Fernsehauftritte im SWR und Gastspiele im Quatsch Comedy Club in Berlin. Zu Anfang der Karriere trat er noch im Duett mit einem Pianisten auf, neuerdings meistens solo. Seine Pointen bestehen vor allem aus unvorhersehbaren Wendungen und unerwarteter urkomischer Logik.

## Auszeichnungen
- 2002 Gewinn des Publikumspreises „Stuttgarter Besen“ im Renitenz-Theater Stuttgart
- 2004 Heilbronner-Lorbeeren-Finalist auf dem Gaffenberg
- 2008 Drittplatzierter beim Böblinger Comedy-Festival „Böblinger Mechthild“
- 2016 Sieger Kleinkunstpreis „Bonndorfer Löwe“[3]
- 2024 Sebastian-Blau-Preis für schwäbische Mundart[4]

## Diskografie
- Das Schweigen der Männer (2008) auf DVD
- Wer Frauen versteht - LÜGT! (2013) auf DVD
- „RUHE!!!“ (2015) auf DVD